# 콘셉시온 대학교

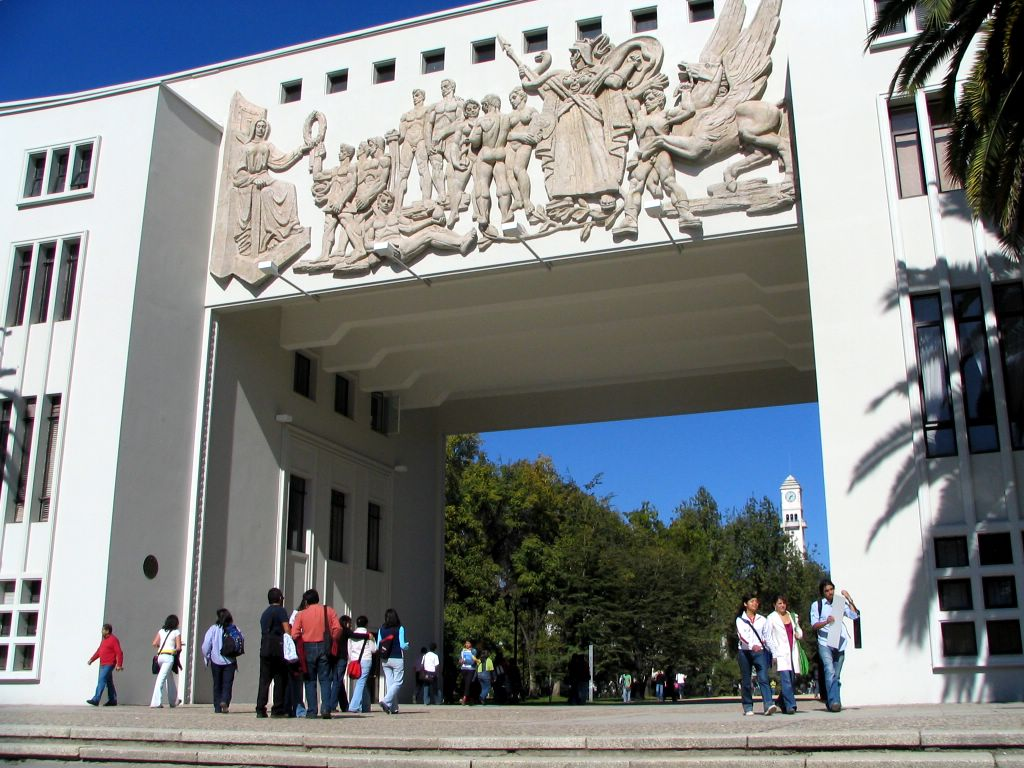

콘셉시온 대학교(스페인어: Universidad de Concepción, UdeC)는 칠레 콘셉시온에 있는 대학교이다.

## 같이 보기
- 콘셉시온 (칠레)